# Liste der Spieler mit einer PDC Tour Card (2014)
Die folgende Liste zeigt alle Spieler, welche sich eine PDC Tour Card für das Jahr 2014 sichern konnten und damit für alle Turniere der PDC Pro Tour 2014 teilnahmeberechtigt waren.

## Qualifikation
Um sich eine PDC Tour Card zu sichern, musste man eines der folgenden Kriterien erfüllen:
- Top 64 der PDC Order of Merit nach der PDC World Darts Championship 2014
- Top 2 der PDC Youth Tour Order of Merit 2012
- Top 1 der Scandinavian Darts Corporation 2012
- Qualifikant auf der PDC Qualifying School am 17. bis 20. Januar 2013 (siehe: PDC Pro Tour 2013#Q-School)
- Top 2 der PDC Challenge Tour Order of Merit 2013
- Top 1 der Scandinavian Darts Corporation Order of Merit 2013
- Halbfinalist bei der BDO World Darts Championship 2014
- Qualifikant auf der PDC Qualifying School am 15. bis 18. Januar 2014 (siehe: PDC Pro Tour 2014#Q-School)

Ricky Evans, Ronny Huybrechts und Kevin McDine standen nach ihrem ersten Jahr auf der Pro Tour in den Top 64 der Order of Merit.

### Abgelehnte Tour Cards
Die folgenden Spieler hatten die Möglichkeit eine Tour Card zu erhalten, haben das Angebot jedoch nicht angenommen oder ihre Tour Card abgegeben.
| Land        | Spieler          | Wäre qualifiziert über            | Nachrücker              |
| ----------- | ---------------- | --------------------------------- | ----------------------- |
| England     | Louis Blundell   | Q-School 2013                     | Q-School Order of Merit |
| England     | Stuart Bousfield | Q-School 2014                     | Q-School Order of Merit |
| England     | Steve Coote      | Q-School 2013                     | Q-School Order of Merit |
| Niederlande | Jan Dekker       | BDO World Darts Championship 2014 | Q-School Order of Merit |
| England     | Robbie Green     | BDO World Darts Championship 2014 | Q-School Order of Merit |
| Finnland    | Jani Haavisto    | Q-School 2013                     | Q-School Order of Merit |
| Niederlande | Edwin Max        | Q-School 2013                     | Q-School Order of Merit |
| England     | Alan Norris      | BDO World Darts Championship 2014 | Q-School Order of Merit |
| Südafrika   | Charl Pietersen  | Q-School 2013                     | Q-School Order of Merit |
| Niederlande | Co Stompé        | Top 64 Order of Merit             | Q-School Order of Merit |
| England     | Ian Walters      | Q-School 2013                     | Q-School Order of Merit |

## Liste
| Nr. | Land        | Spieler               | Qualifiziert als                  |
| --- | ----------- | --------------------- | --------------------------------- |
| 1   | Spanien     | Toni Alcinas          | Q-School 2014                     |
| 2   | England     | Paul Amos             | Q-School 2013                     |
| 3   | Schottland  | Gary Anderson         | Top 64 Order of Merit             |
| 4   | Australien  | Kyle Anderson         | Q-School 2014                     |
| 5   | England     | Stuart Anderson       | Q-School 2014                     |
| 6   | Deutschland | Jyhan Artut           | Q-School 2013                     |
| 7   | England     | Chris Aubrey          | PDC Youth Tour 2012               |
| 8   | Schottland  | Jamie Bain            | Q-School 2014                     |
| 9   | Schottland  | Mark Barilli          | Q-School 2014                     |
| 10  | England     | Michael Barnard       | Q-School 2014                     |
| 11  | Niederlande | Raymond van Barneveld | Top 64 Order of Merit             |
| 12  | England     | Ronnie Baxter         | Top 64 Order of Merit             |
| 13  | England     | Steve Beaton          | Top 64 Order of Merit             |
| 14  | Niederlande | Joey ten Berge        | Q-School 2014                     |
| 15  | England     | Dave Bird             | Q-School 2014                     |
| 16  | England     | John Bowles           | Top 64 Order of Merit             |
| 17  | England     | Keegan Brown          | Q-School 2014                     |
| 18  | England     | Steve Brown           | Top 64 Order of Merit             |
| 19  | England     | Stephen Bunting       | BDO World Darts Championship 2014 |
| 20  | Wales       | Richie Burnett        | Top 64 Order of Merit             |
| 21  | Schweden    | Magnus Caris          | Top 64 Order of Merit             |
| 22  | England     | Jamie Caven           | Top 64 Order of Merit             |
| 23  | England     | Dave Chisnall         | Top 64 Order of Merit             |
| 24  | England     | Mark Cox              | Q-School 2014                     |
| 25  | England     | Joe Cullen            | Top 64 Order of Merit             |
| 26  | England     | Marc Dewsbury         | Q-School 2013                     |
| 27  | England     | David Dodds           | Q-School 2014                     |
| 28  | Nordirland  | Brendan Dolan         | Top 64 Order of Merit             |
| 29  | England     | Kevin Dowling         | Q-School 2013                     |
| 30  | England     | Mark Dudbridge        | Top 64 Order of Merit             |
| 31  | England     | Pete Dyos             | Q-School 2014                     |
| 32  | England     | Ricky Evans           | Top 64 Order of Merit             |
| 33  | Irland      | Connie Finnan         | Top 64 Order of Merit             |
| 34  | Niederlande | Michael van Gerwen    | Top 64 Order of Merit             |
| 35  | England     | Andrew Gilding        | Q-School 2014                     |
| 36  | England     | Steve Grubb           | Q-School 2014                     |
| 37  | Nordirland  | Daryl Gurney          | Q-School 2013                     |
| 38  | England     | Johnny Haines         | Top 64 Order of Merit             |
| 39  | England     | Andy Hamilton         | Top 64 Order of Merit             |
| 40  | Schottland  | John Henderson        | Top 64 Order of Merit             |
| 41  | Niederlande | Jerry Hendriks        | Top 64 Order of Merit             |
| 42  | England     | Nigel Heydon          | Q-School 2014                     |
| 43  | England     | Steve Hine            | Q-School 2014                     |
| 44  | Schottland  | Jason Hogg            | Q-School 2014                     |
| 45  | England     | James Hubbard         | Top 64 Order of Merit             |
| 46  | England     | Peter Hudson          | Top 64 Order of Merit             |
| 47  | England     | Adam Hunt             | PDC Challenge Tour 2013           |
| 48  | Belgien     | Kim Huybrechts        | Top 64 Order of Merit             |
| 49  | Belgien     | Ronny Huybrechts      | Top 64 Order of Merit             |
| 50  | Nordirland  | Campbell Jackson      | Q-School 2013                     |
| 51  | England     | Andy Jenkins          | Top 64 Order of Merit             |
| 52  | England     | Terry Jenkins         | Top 64 Order of Merit             |
| 53  | England     | Darren Johnson        | Q-School 2013                     |
| 54  | England     | Wayne Jones           | Top 64 Order of Merit             |
| 55  | England     | Stuart Kellett        | Top 64 Order of Merit             |
| 56  | England     | Mervyn King           | Top 64 Order of Merit             |
| 57  | Niederlande | Christian Kist        | Q-School 2014                     |
| 58  | Niederlande | Jelle Klaasen         | Top 64 Order of Merit             |
| 59  | Finnland    | Jarkko Komula         | SDC Pro Tour 2012                 |
| 60  | England     | Dave Ladley           | Q-School 2014                     |
| 61  | Hongkong    | Royden Lam            | Q-School 2013                     |
| 62  | Dänemark    | Per Laursen           | SDC Pro Tour 2013                 |
| 63  | Österreich  | Zoran Lerchbacher     | Q-School 2014                     |
| 64  | England     | Adrian Lewis          | Top 64 Order of Merit             |
| 65  | Wales       | Jamie Lewis           | Top 64 Order of Merit             |
| 66  | England     | Colin Lloyd           | Top 64 Order of Merit             |
| 67  | Kanada      | Ken MacNeil           | Q-School 2013                     |
| 68  | Nordirland  | Mickey Mansell        | Top 64 Order of Merit             |
| 69  | England     | Kevin McDine          | Top 64 Order of Merit             |
| 70  | Niederlande | Mareno Michels        | Q-School 2014                     |
| 71  | England     | Arron Monk            | Top 64 Order of Merit             |
| 72  | England     | Ian Moss              | Q-School 2014                     |
| 73  | England     | Joe Murnan            | Q-School 2014                     |
| 74  | England     | Tony Newell           | Q-School 2014                     |
| 75  | England     | Wes Newton            | Top 64 Order of Merit             |
| 76  | Australien  | Paul Nicholson        | Top 64 Order of Merit             |
| 77  | Irland      | William O’Connor      | Q-School 2014                     |
| 78  | England     | Colin Osborne         | Top 64 Order of Merit             |
| 79  | England     | Denis Ovens           | Top 64 Order of Merit             |
| 80  | Wales       | Robert Owen           | Q-School 2014                     |
| 81  | England     | Matt Padgett          | Q-School 2014                     |
| 82  | England     | Kevin Painter         | Top 64 Order of Merit             |
| 83  | England     | Joey Palfreyman       | Q-School 2013                     |
| 84  | England     | David Pallett         | Q-School 2013                     |
| 85  | England     | Andy Parsons          | Q-School 2014                     |
| 86  | Kanada      | John Part             | Top 64 Order of Merit             |
| 87  | Niederlande | Benito van de Pas     | Q-School 2014                     |
| 88  | England     | Josh Payne            | PDC Youth Tour 2012               |
| 89  | England     | Justin Pipe           | Top 64 Order of Merit             |
| 90  | Wales       | Gerwyn Price          | Q-School 2014                     |
| 91  | England     | Dennis Priestley      | Top 64 Order of Merit             |
| 92  | England     | Scott Rand            | Top 64 Order of Merit             |
| 93  | England     | James Richardson      | Top 64 Order of Merit             |
| 94  | Österreich  | Rowby-John Rodriguez  | Q-School 2014                     |
| 95  | England     | Dan Russell           | Q-School 2013                     |
| 96  | Deutschland | Tomas Seyler          | Q-School 2014                     |
| 97  | England     | Kirk Shepherd         | Q-School 2013                     |
| 98  | England     | Andy Smith            | Top 64 Order of Merit             |
| 99  | England     | Dennis Smith          | Top 64 Order of Merit             |
| 100 | England     | Michael Smith         | Top 64 Order of Merit             |
| 101 | England     | Ross Smith            | Top 64 Order of Merit             |
| 102 | Schottland  | Gary Stone            | Q-School 2014                     |
| 103 | Österreich  | Mensur Suljović       | Top 64 Order of Merit             |
| 104 | England     | Phil Taylor           | Top 64 Order of Merit             |
| 105 | England     | Terry Temple          | Q-School 2014                     |
| 106 | Schottland  | Robert Thornton       | Top 64 Order of Merit             |
| 107 | England     | Mick Todd             | Q-School 2014                     |
| 108 | England     | Martyn Turner         | Q-School 2013                     |
| 109 | England     | Ross Twell            | Q-School 2014                     |
| 110 | Niederlande | Kevin Voornhout       | Q-School 2014                     |
| 111 | Niederlande | Vincent van der Voort | Top 64 Order of Merit             |
| 112 | Niederlande | Gino Vos              | Top 64 Order of Merit             |
| 113 | Niederlande | Ryan de Vreede        | Q-School 2013                     |
| 114 | England     | James Wade            | Top 64 Order of Merit             |
| 115 | Schottland  | Jim Walker            | Q-School 2014                     |
| 116 | England     | Mark Walsh            | Top 64 Order of Merit             |
| 117 | England     | Ben Ward              | PDC Challenge Tour 2013           |
| 118 | England     | Darren Webster        | Top 64 Order of Merit             |
| 119 | Wales       | Mark Webster          | Top 64 Order of Merit             |
| 120 | Deutschland | Andree Welge          | Q-School 2013                     |
| 121 | England     | Steve West            | Q-School 2014                     |
| 122 | England     | Ian White             | Top 64 Order of Merit             |
| 123 | England     | Stuart White          | Q-School 2014                     |
| 124 | England     | Conan Whitehead       | Q-School 2014                     |
| 125 | Australien  | Simon Whitlock        | Top 64 Order of Merit             |
| 126 | England     | Dean Winstanley       | Top 64 Order of Merit             |
| 127 | England     | Brian Woods           | Q-School 2014                     |
| 128 | Schottland  | Peter Wright          | Top 64 Order of Merit             |

## Statistiken

### Tour Cards nach Nationen
| Nr. | Land        | Anzahl | Differenz zum Vorjahr |
| --- | ----------- | ------ | --------------------- |
| 1.  | England     | 78     | −4                    |
| 2.  | Niederlande | 12     | +1                    |
| 3.  | Schottland  | 9      | +3                    |
| 4.  | Wales       | 5      | +1                    |
| 5.  | Nordirland  | 4      | ±0                    |
| 6.  | Australien  | 3      | +1                    |
| 6.  | Deutschland | 3      | ±0                    |
| 6.  | Österreich  | 3      | +2                    |
| 9.  | Belgien     | 2      | −1                    |
| 9.  | Irland      | 2      | −1                    |
| 9.  | Kanada      | 2      | −1                    |
| 12. | Dänemark    | 1      | +1                    |
| 12. | Finnland    | 1      | −1                    |
| 12. | Hongkong    | 1      | ±0                    |
| 12. | Schweden    | 1      | ±0                    |
| 12. | Spanien     | 1      | ±0                    |
|     | 16 Nationen | 128    | 128                   |